# Eberhard Weber (Musiker)

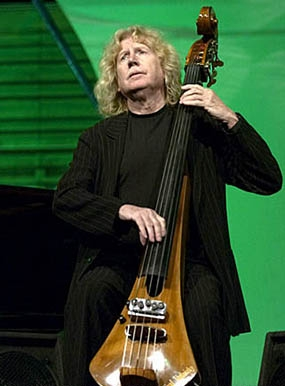
Eberhard Weber (2005) mit seinem E-Kontrabass

Eberhard Weber (* 22. Januar 1940 in Stuttgart-Hedelfingen) ist ein deutscher Jazz-Bassist und -komponist. Er gilt als eine herausragende Persönlichkeit der deutschen Jazzszene und genießt internationale Anerkennung.
Weber zählt zu den wenigen Bassisten, die das Bassspiel im Jazz stark erweitert haben. Sein Stil ist durch die Tongebung und Phrasierung erkennbar und wird als lyrisch, schwebend und warm beschrieben.

## Leben und Werk
Eberhard Weber ist mit seiner Schwester als Sohn des promovierten Berliner Cellisten Hans Weber und dessen Stuttgarter Frau Hildegard in Esslingen aufgewachsen. Weber hatte ein musikalisches Elternhaus, in dem viel Musik gespielt und gehört wurde. Die eindringlichsten musikalischen Erlebnisse seiner Kindheit waren die monatlichen Kammermusikabende seines Vaters mit dessen Kollegen. Zu seinem großen Verdruss wurde er regelmäßig vorzeitig von den Eltern ins Bett geschickt, dennoch blieb er wach und hörte angestrengt mit einem Ohr an der Wand der Hausmusik zu. Die gefilterten tiefen Frequenzen, die er dadurch vorwiegend wahrnahm, hätten sein späteres Klangideal mitgeprägt, wie er in seiner Autobiografie erklärt. Im Alter von sechs Jahren begann Eberhard Weber Cello zu spielen, später dann auch im Schulorchester des Esslinger Georgii-Gymnasiums. Danach kam auf Anfrage seines Musiklehrers der Kontrabass hinzu, durch den er neben der klassischen Musik auch den Jazz und dessen spezifische Spielweisen kennenlernte.
Nach einer Fotografenlehre arbeitete er neben seiner Musikertätigkeit in verschiedenen Bereichen in Rundfunk und Film, bevor er sich ausschließlich der Musik widmete. 1968 heiratete Eberhard Weber die Malerin Maja Weber (gest. 2011), ab 1973 gestaltete sie die Umschlagbilder aller seiner Musikalben.

### Frühe Jazzjahre
Ab 1962 spielte er mit dem Pianisten Wolfgang Dauner zahlreiche Alben ein. Daneben war er auch an anderen Produktionen beteiligt, etwa George Gruntz’ Noon in Tunisia (1967). Mit der 1970 gegründeten Dauner-Band Et Cetera (mit Dauner an den Keyboards und am Synthesizer, zunächst Sigi Schwab an Gitarre, Sitar und Bulbultarang, Fred Braceful, Schlagzeug und Gesang, Roland Wittich am Schlagzeug und Eberhard Weber am Bass) näherte er sich einerseits dem Stil des Bill Evans Trios mit Scott LaFaro und Paul Motian an, andererseits war dies auch die erste Orientierung am Jazz-Rock. Die Zusammenarbeit mit Dauner riss nicht völlig ab, jedoch gingen beide getrennte Wege ab 1973, dem Jahr von Webers Beginn als Bandleader mit dem Album The Colours of Chloë. Zwischen 1973 und 1975 war er Mitglied von Volker Kriegels Formation Spectrum (mit Kriegel an der Gitarre, Rainer Brüninghaus an den Keyboards und Joe Nay am Schlagzeug). Nach seinem Ausstieg kam er mit Volker Kriegel und Wolfgang Dauner nur noch gelegentlich für gemeinsame Projekte zusammen, vor allem im United Jazz + Rock Ensemble von 1977 bis 2002.

### 1973 – Musikalischer Durchbruch
1972 kaufte Weber in einem Antiquitätenladen den Holzkörper eines alten Kontrabasses. Er ließ ihn von einem Geigenbauer restaurieren und eine zusätzliche, hohe C-Saite sowie einen elektronischen Tonabnehmer installieren. Nach und nach beseitigte er die dabei auftretenden Eigenresonanzen des Basses, was den Klang des Instruments klarer machte und den Bass länger klingen ließ.

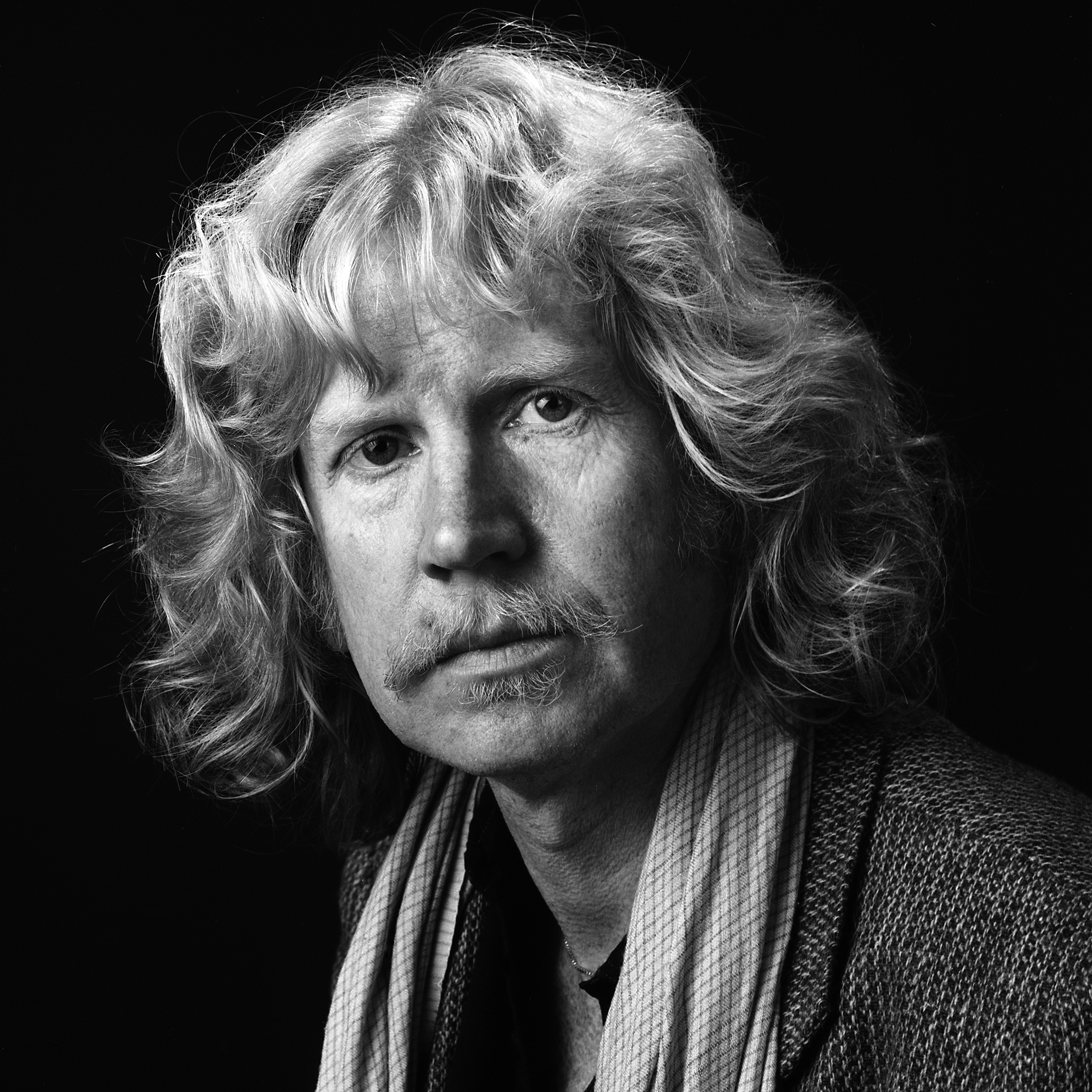
Eberhard Weber, 1987
Fotoporträt von Gert Chesi

Mit seinem Album The Colours of Chloë (1973) mit Rainer Brüninghaus erlangte Weber auch internationale Beachtung. An diesen Erfolg anknüpfend gründete er bald darauf die Band Colours mit Rainer Brüninghaus und Charlie Mariano sowie dem Schlagzeuger Jon Christensen. Nach dessen Weggang ersetzte ihn der Schlagzeuger John Marshall. Zwischenzeitlich arbeitete Weber auch mit Pat Metheny, Gary Burton, Ralph Towner (Solstice, 1974) und wieder mit Volker Kriegel (Biton Grooves) zusammen.
Colours löste sich 1981 auf. 1982 wurde Eberhard Weber ständiges Mitglied der Band des norwegischen Saxophonisten Jan Garbarek und arbeitete bis zu seinem Schlaganfall im April 2007 mit ihm zusammen. Anfang der 1980er begann auch seine Zusammenarbeit mit der britischen Sängerin und Komponistin Kate Bush. Auf vier ihrer Alben (The Dreaming, Hounds of Love, The Sensual World, Aerial) ist er bei einzelnen Stücken als Bassist zu hören.
Seit 1985 gab Weber immer wieder Solokonzerte, bei denen er sich elektronischer Klangvervielfältiger bediente, um seinen Bass live aufzunehmen und – teilweise in veränderter Form – wiederzugeben. Auf diese Weise konnte er sich live selbst begleiten.
2000 nahm er unter eigenem Namen das Album Endless Days auf, auf dem auch wieder Rainer Brüninghaus mitwirkte. Daneben ist er auf mehreren Alben des Gitarristen Andreas Georgiou zu hören.

### 2007 – Schlaganfall
Im April 2007 erlitt Weber kurz vor einem Konzert mit der Jan Garbarek Group in der Berliner Philharmonie einen Schlaganfall, von dem er sich nur langsam und nicht mehr vollständig erholte. Infolgedessen war er halbseitig gelähmt und ist deshalb spielunfähig. 2018 schenkte Weber seinen E-Kontrabass dem Deutschen Jazzmuseum in seiner Heimatstadt Esslingen. Sein Album Résumé beruht daher auf Bearbeitungen von Soli, die er früher im Quartett von Jan Garbarek spielte und die mitgeschnitten worden waren.
Unter gleichem Titel – mit dem Zusatz Eine deutsche Jazzgeschichte – veröffentlichte Eberhard Weber im Januar 2015 seine Autobiografie. Anlässlich seines 75. Geburtstags wurden am 23. und 24. Januar 2015 zwei Konzerte zu Ehren von Weber im Theaterhaus Stuttgart aufgeführt. Im ersten Teil spielte die SWR Big Band mit Webers musikalischen Weggefährten Pat Metheny, Jan Garbarek, Gary Burton, Scott Colley, Danny Gottlieb, Paul McCandless und Manfred Schoof dessen Kompositionen in Arrangements für ein Orchester. Das zweite Konzert namens Inspired oder Hommage gestaltete Pat Metheny mit Solovideos von Weber, zu denen Metheny Kompositionen für das Gary Burton Quintett (mit Scott Colley anstelle des verhinderten Steve Swallow) und die SWR Big Band schrieb. Der ARD-Fernsehsender SWR zeichnete die Konzertaufführung auf. Weber erhielt zu diesem Anlass den Ehrenpreis des Landes Baden-Württemberg für sein Lebenswerk.
In der Union Deutscher Jazzmusiker gehörte er zum künstlerischen Beirat.
Weber lebt nach seinem Rückzug vom aktiven Musikerleben vorwiegend in seinem Ferienhaus in einem südfranzösischen Dorf.

## Webers Klang
Neben dem Kontrabass und dem Cello spielte Eberhard Weber vor allem, und später ausschließlich, auf einem elektrischen Kontrabass, der gegenüber einem klassischen Kontrabass einen reduzierten Massivholzkorpus hat. Webers Anliegen war, den Bass als gleichwertiges Soloinstrument zu etablieren, was bei seinen Kollegen zunächst auf Widerstand stieß.
Seine Musik stellt sich oftmals in melancholischem Ton mit einfachen Grundmustern (Ostinati), aber mit hochdifferenzierter Klangfärbung dar. Durch die Verwendung elektronischer Hilfsmittel hob sich sein Instrumentenklang von dem anderer Bassisten ab.

## Lyle Mays’ Hommage
Posthum ließ der US-Pianist Lyle Mays am 27. August 2021 eine 13-minütige Mini-Sinfonie veröffentlichen, eine Hommage an Eberhard Weber mit dem Titel Eberhard. Mays hatte die Komposition 2009 eingespielt. „Lyle Mays hatte im Laufe seiner Karriere nur zweimal Gelegenheit mit dem deutschen Bassisten Eberhard Weber zusammenzuarbeiten. Aber diese beiden Begegnungen müssen bei dem Pianisten einen wirklich nachhaltigen Eindruck hinterlassen haben. Das erste Mal hatten sich ihre Wege im Februar 1977 gekreuzt, als beide dem Quartett angehörten, mit dem der Gitarrist Pat Metheny sein zweites ECM-Album ‚Watercolors‘ einspielte. Aus diesem Quartett sollte wenig später – zunächst mit Mark Egan, dann Steve Rodby am Bass – die legendäre Pat Metheny Group hervorgehen.“
Steve Rodby und Jimmy Johnson übernehmen hier die schwierige Aufgabe, Webers Vielfalt abzubilden. Eberhard Weber schrieb dazu im August 2021: „Ich bin wirklich überwältigt und gerührt. Es ist unmöglich, meine Dankbarkeit und Anerkennung dafür auszudrücken, dass Lyle diese CD produziert hat.“

## Auszeichnungen (Auswahl)
- Weber wurde 2009 mit dem Deutschen Jazzpreis (Albert-Mangelsdorff-Preis) geehrt.
- 2015 hat er den mit 10 000 Euro dotierten Jazzpreis des Landes Baden-Württemberg in der neu geschaffenen Kategorie „Sonderpreis“ für sein Lebenswerk erhalten.[11]
- Im Mai 2015 erhielt Weber auch den ECHO Jazz für sein Lebenswerk.
- Webers Geburtsstadt Stuttgart ehrte ihn am 1. Dezember 2015 mit der Pflanzung eines Feldahorns auf dem Aussichtspunkt Lenzenberg mit Blick auf Esslingen.[24]
- 2021 wurde ihm vom Bundespräsidenten Frank-Walter Steinmeier das Bundesverdienstkreuz am Bande verliehen. Im Rahmen des Jazzfestivals Esslingen überreichte Esslingens Oberbürgermeister Jürgen Zieger ihm am 30. September 2021 die Auszeichnung.[25] Zu Eberhard Webers Ehren spielten Ralph Towner (solo) und das Shai Maestro Trio.[26]
- Beim Jazzfestival Esslingen 2021 wurde Weber auch die Esslinger Bürgermedaille überreicht. Weber übernahm erstmals die Schirmherrschaft für das Esslinger Jazzfestival.[27]

## Diskografie
Als Bandleader oder Solist
- The Colours of Chloë (1973)
- Yellow Fields (mit Rainer Brüninghaus) (1975)
- The Following Morning (1976)
- Silent Feet (als Eberhard Weber Colours) (1977)
- Fluid Rustle (1979)
- Little Movements (1980)
- Later That Evening (1982)
- Chorus (1984)
- Orchestra (1988)
- Pendulum (1994)
- Endless Days (2000)
- Stages of a Long Journey (2007)
- Résumé (2012)
- Once Upon a Time (2021, rec. 1994)[28]

Tributealben
- Eberhard Weber: The Jubilee Concert (2015) – SWR Big Band, Pat Metheny, Jan Garbarek, Gary Burton, Scott Colley, Danny Gottlieb, Paul McCandless, Manfred Schoof; Dirigenten: Helge Sunde, Michael Gibbs.

## Ausstellung
- Eberhard Weber. Colours of Jazz. Stadtmuseum Esslingen im Gelben Haus, 28. Mai bis 24. Oktober 2021.[29][30]

## Filme (Auswahl)
- Eberhard Weber – Rebell am Bass. Dokumentarfilm, Deutschland, 2016, 60 Min., Buch und Regie: Julian Benedikt, Kamera: Johannes Kaltenhauser, Produktion: avindependents, SWR, Erstsendung: 14. Dezember 2016 bei SWR Fernsehen, Inhaltsangabe von SWR, (Memento vom 18. Dezember 2016 im Webarchiv archive.today), online-Video.

- Eberhard Weber – The Great Jubilee Concert. Konzertfilm, Deutschland, 2015, 59:22 Min., Regie: Michael Maschke, Produktion: SWR, Reihe: kulturmatinée, Erstsendung: 2. August 2015 bei SWR, Inhaltsangabe von SWR, (Memento vom 20. Dezember 2016 im Webarchiv archive.today), mit Bilderstrecke.

- Eberhard Weber Jubilee. Proben zu ‹Hommage›. Dokumentar- und Konzertfilm, Deutschland, 2015, 45 Min., Buch und Regie: Michael Maschke, Produktion: SWR, Erstsendung: 20. September 2016 bei 3sat, Inhaltsangabe von ARD, Inhaltsangabe von SWR (Memento vom 22. Dezember 2016 im Internet Archive).

- Old Friends – 33. Internationale Jazzwoche Burghausen. Konzertfilm, Deutschland, 2002, 100 Min., Regie: Thomas Meissner, Produktion: BR-alpha, Reihe: Jazz oder nie!, Filmdaten von ARD, mit Klaus Doldinger (sax), Manfred Schoof (tp), Jiggs Whigham (tb), Wolfgang Dauner (p), Eberhard Weber (b), Wolfgang Haffner (dr).

## Hörfunk (Auswahl)
- Farben und Räume – Eberhard Webers Band Colours (1975 – 1981). Radio-Feature, Deutschland, 2021, 56:50 Min., Manuskript: Hans-Jürgen Schaal, Produktion: SWR2, Redaktion: Jazztime, Ursendung: 18. September 2021, Inhaltsangabe und Titelliste.
- Eberhard Weber – Zur Person. Gespräch mit Musik, Deutschland, 2015, 114:37 Min., Buch und Regie: Günther Huesmann, Produktion: SWR2, Reihe: Zur Person, Erstsendung: 30. August 2015.
- „Hommage“ – Pat Metheny und die SWR Big Band. Beim Eberhard-Weber-Jubilee Concert im Stuttgarter Theaterhaus 2015. Konzertmitschnitt, Deutschland, 2015, 30 Min., Moderation: Günther Huesmann, Produktion: SWR, Reihe: ARD Radiofestival 2015, Erstsendung: 7. September 2015, Inhaltsangabe von ARD.
- Autobiographie des Bassisten Eberhard Weber. Eine deutsche Jazz-Geschichte. Buchkritik, Deutschland, 2015, 5 Min., Manuskript: Johannes Kaiser, Produktion: SWR2, Reihe: Cluster, Erstsendung: 23. Juni 2015, Inhaltsangabe.
- Der Jazzbassist und -komponist Eberhard Weber. Radio-Feature, Deutschland, 2015, 6:03 Min., Buch und Regie: Karin Gramling, Produktion: SWR2, Reihe: Cluster, Erstsendung: 22. Januar 2015, Inhaltsangabe, (Memento vom 26. Dezember 2016 im Webarchiv archive.today).

## Filmmusik (Auswahl)
- 1977: Aus einem deutschen Leben
- 1981: Der Fall Maurizius (TV-Mehrteiler)
- 1981: Der rote Strumpf
- 1982: Der Tod in der Waschstraße
- 1983: Tatort: Wenn alle Brünnlein fließen
- 1984: Tatort: Gelegenheit macht Liebe
- 1985: Ein Fall für zwei (Fernsehserie, Folge Der Versager)
- 1988: Tatort: Einzelhaft
- 1996: Tatort: Buntes Wasser